# Limnophila (Limnophila) miroides
Limnophila (Limnophila) miroides is een tweevleugelige uit de familie steltmuggen (Limoniidae). De soort komt voor in het Australaziatisch gebied.